# Кондаков Олександр Андрійович
Олександр Андрійович Кондаков (нар. 5 травня 1908, село Майдаково Владимирської губернії, тепер Російська Федерація — 20 грудня 1954, місто Москва, Російська Федерація) — радянський політичний діяч, 1-й секретар ЦК КП(б) Карело-Фінської РСР (1950). Депутат Верховної Ради СРСР 2—3-го скликань.

## Біографія
Народився в селянській родині.
До травня 1929 року — електрик і секретар осередку ВЛКСМ Кінешемського металозаводу імені Калініна Іваново-Вознесенської губернії.
Член ВКП(б) з 1927 року.
У травні 1929 — вересні 1930 року — секретар комітету ВКП(б) Кінешемського металозаводу імені Калініна; на відповідальній роботі в Кінешемському обласному комітеті ВЛКСМ. З вересня 1930 року — уповноважений ЦК ВЛКСМ в Пучежському районі Івановської промислової області.
У 1934—1935 роках — секретар комітету ВКП(б) Гороховецького суднобудівного заводу Івановської промислової області.
У травні 1935—1936 роках — на відповідальній роботі в апараті Івановського Промислового обласного комітету ВКП(б).
У 1936—1937 роках — інструктор Організаційного бюро ЦК ВКП(б) по Ярославській області (Ярославського обласного комітету ВКП(б)).
У червні — жовтні 1937 року — завідувач промислово-транспортного відділу Ярославського обласного комітету ВКП(б); секретар Ярославського міського комітету ВКП(б).
У жовтні 1937 — 1938 року — голова виконавчого комітету Ярославської обласної ради депутатів трудящих.
У 1938—1940 роках — заступник директора фабрики «Красные ткачи» Ярославської області.
У 1940 — листопаді 1941 року — в Управлінні будівництва автодороги Ярославль—Рибінськ, Ярославль—Кострома.
У 1942—1943 роках — 1-й секретар районного комітету ВКП(б) міста Ярославля; секретар Ярославського обласного комітету ВКП(б) з машинобудування і промисловості.
У 1943 — грудні 1946 року — 1-й секретар Костромського міського комітету ВКП(б) Ярославської (з 1944 року — Костромської) області.
16 серпня 1944 — 27 грудня 1946 року — 1-й секретар Костромського обласного комітету ВКП(б). Звільнений з посади рішенням Політбюро ЦК ВКП(б) з формулюванням '«у зв'язку з відсутністю необхідної загальноосвітньої підготовки та наявними недоліками в роботі».
У грудні 1945—1948 роках — слухач Вищої партійної школи при ЦК ВКП(б).
У 1949 — січні 1950 року — інспектор ЦК ВКП(б).
25 січня — 26 вересня 1950 року — 1-й секретар ЦК КП(б) Карело-Фінської РСР.
У жовтні 1950 році вийшов на пенсію «за станом здоров'я». Проживав у Москві. Похований на Новодівочому цвинтарі Москви.

## Нагороди
- орден Вітчизняної війни І ст.
- орден Червоної Зірки
- орден «Знак Пошани»
- медаль «За оборону Ленінграда»
- медалі